# Plameny (hudební skupina)
Plameny celým názvem Plameny, soubor ÚV SSM byla hudební skupina, jejíž vznik inicioval ÚV Socialistického svazu mládeže v roce 1971.

## Zaměření a kariéra
Soubor se zaměřoval na optimisticky laděný pop oddaný tehdejšímu normalizačnímu procesu. V repertoáru měl také písně angažované, sovětské a tvorbu začínajících autorů. Soubor působil jako doprovodná kapela v soutěži Písničky pro Hvězdu, uváděl v Laterně magice samostatný pořad Plameny a vyjížděl na zájezdy s programy Mládí republiky a Expedice mládí. Vystupoval také v Sovětském svazu a na festivalech v Československu a v socialistických zemích.
Přes poměrně slušnou profesionální úroveň si Plameny nevytvořily fanouškovské publikum a veřejnost je přijímala s despektem. Asi nejlépe vystihuje postoj veřejnosti k Plamenům zlidovělý slogan z písně Jaroslava Hutky Proč? Proč? Proč?: „A proč mám sbírat kameny? No táto řekni proč? Přijedou k nám Plameny. Proto, proto, proto.“
Navzdory podpoře shora postupně opadal zájem veřejnosti o jeho účinkování, až se v roce 1979 soubor definitivně rozpadl.
| vedoucí          | Tomáš Háša              | (1971–1974)                        |
|                  | Jindřich Brabec         | (1974–1979) – také skladatel hudby |
| zpěv             | Jana Matysová           | (1971–1973)                        |
|                  | Helena Vrtichová        | (1971–1973)                        |
|                  | Jiří Štědroň            | (1971–1975)                        |
|                  | Josef Štágr             |                                    |
|                  | Vokální skupina Planety | (od 1973)                          |
| klávesy          | Jiří Kosek              |                                    |
| kytara           | Václav Matoušek         |                                    |
| basová kytara    | Gustav Konárek          |                                    |
| dechové nástroje | František Havlíček      |                                    |
| bicí             | Pavel Lébl              |                                    |

## Vokální skupina Planety
Vokální skupina Planety vznikla v roce 1973 z dívčího tria Severky (Vendula Práglová, Stanislava Svobodová a V. Volfová), které doplnili Pavel Veselý a Josef Štágr, aby zaplnila místo ve skupině Plameny po odchodu zpěvaček Jany Matysové a Heleny Vrtichové. Mimo působení s Plameny ale skupina Planety vystupovala a nahrávala také s řadou dalších orchestrů a zpěváků (např. s Helenou Vondráčkovou, Karlem Zichem, Václavem Neckářem,...). Skupina také vystupovala na festivalech.